# Надашди (род)
На́дашди (венг. Nádasdy) — древний венгерский, первоначально хорватский дворянский род. С 1553 года — бароны, с 1625 года — графы. Девиз рода: Если Бог за нас, кто против нас? (SI DEUS PRO NOBIS QUIS CONTRA NOS)

## Известные представители
- Тамаш Надашди (1498—1562) — палатин Венгрии и правитель Хорватии, сын Ференца Надашди I.
- Ференц (II) Надашди (1555—1604) — венгерский полководец, муж «Кровавой графини».
- Ференц (III) Надашди (1622—1671) — венгерский политик, полководец, внук предыдущего.
- Ференц Липот (Франц Леопольд) Надашди (1708—1783) — генерал-фельдмаршал австрийской армии, бан Хорватии (1756—1783), внук предыдущего.
- Ференц Паулаи Надашди (1785—1851) — венгерский католический прелат, внучатый племянник предыдущего.